# Club van Nederlandse Vogelkundigen
De Club van Nederlandse Vogelkundigen is een Nederlandse organisatie van ornithologen. René Charles baron Snouckaert van Schauburg was de eerste voorzitter van de club en bleef dat tot 1930, toen hij werd opgevolgd door Piet Hens.

De club werd in 1911 opgericht als een afsplitsing van de Nederlandse Ornithologische Vereniging (NOV) vanwege een meningsverschil over het belang van vogelbescherming. Snouckaert, destijds voorzitter van de NOV zag daar niet veel in en wilde juist de jacht veel ruimte geven, terwijl zijn opponent, Jac.P. Thijsse, het omgekeerde betoogde. 
De Club werd in de loop van de eeuw steeds meer een excursie- en gezelligheidsvereniging. De vereniging fuseerde in 1957 met de Nederlandse Ornithologische Vereniging tot de Nederlandse Ornithologische Unie. 
Er bleef echter een werkgroep - later sectie - onder de oorspronkelijke naam bestaan. Uit deze kringen is in 1979 de Dutch Birding Association voortgekomen.